# خانه علی بابا بابائی
خانه علی بابا بابائی مربوط به دوره قاجار است و در شیراز، کوچه مهندسی، پلاک ۴۷ واقع شده و این اثر در تاریخ ۸ مرداد ۱۳۸۱ با شمارهٔ ثبت ۶۰۴۶ به‌عنوان یکی از آثار ملی ایران به ثبت رسیده است.